# Lienzer Talboden

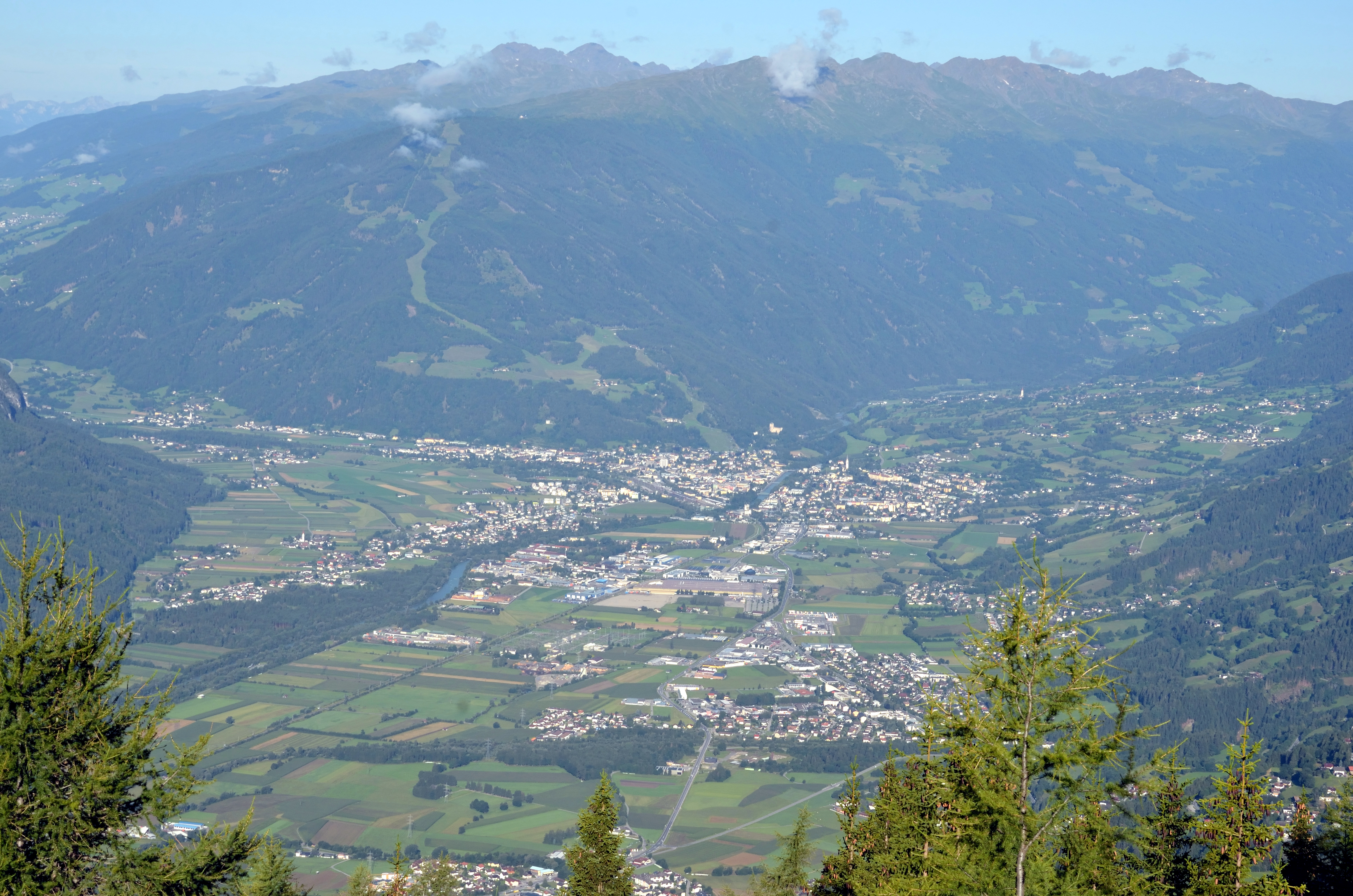
Das Lienzer Becken Richtung Westen vom Anna-Schutzhaus in der Kreuzeckgruppe aus gesehen

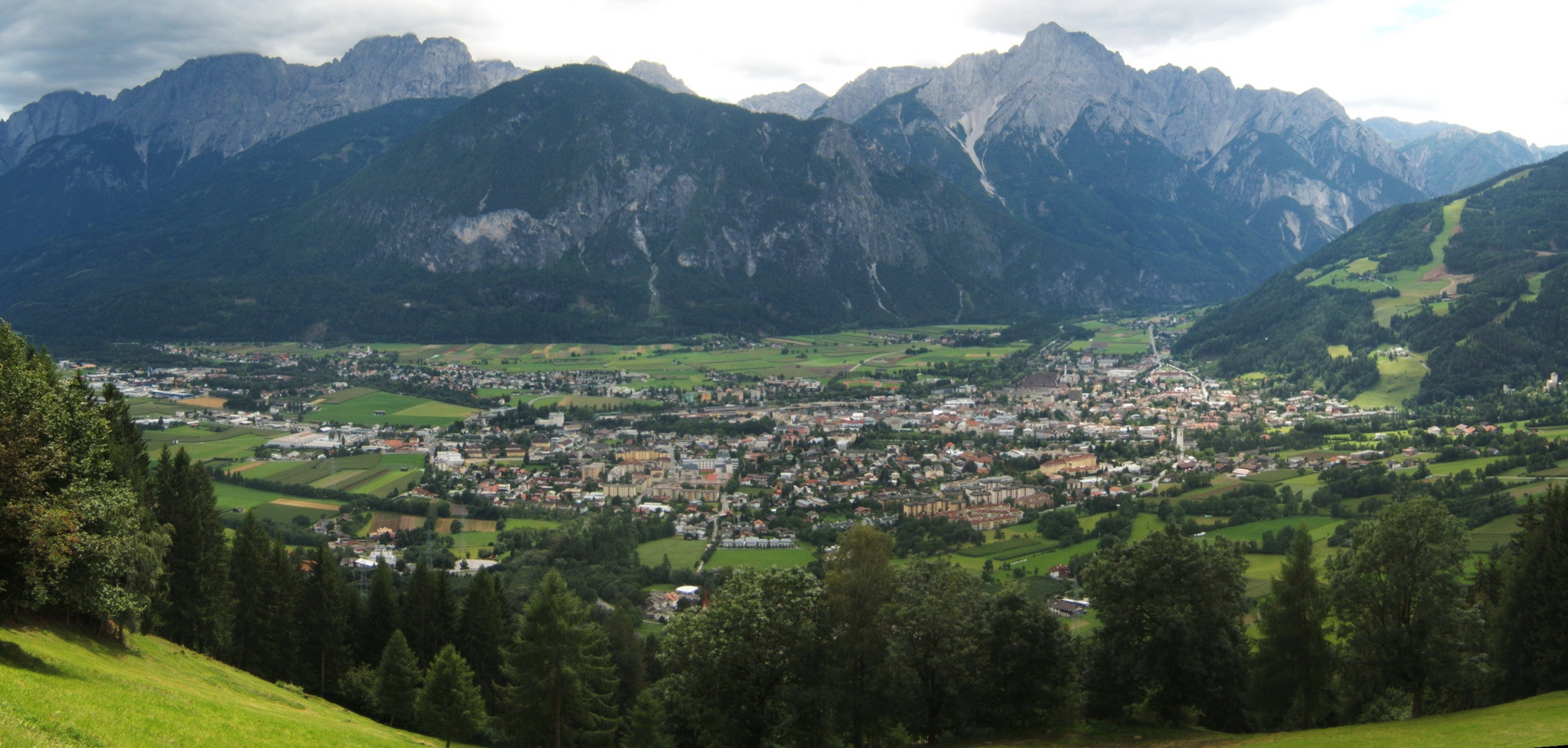
Das Lienzer Becken Richtung Süden vor den Lienzer Dolomiten

Der Lienzer Talboden (auch Lienzer Becken) ist ein weiter Talkessel rund um die namensgebende Stadt Lienz in Osttirol.

## Geographie
Der Lienzer Talboden liegt an der Einmündung des von Nordwesten kommenden Iseltals in das in West-Ost-Richtung verlaufende Drautal auf rund 670 m ü. A. Er erstreckt sich von Oberlienz im Westen bzw. Leisach im Südwesten bis zum Kärntner Tor, einer Verengung des Drautals an der Landesgrenze nach Kärnten. Das Becken wird im Süden von den schroff abfallenden Lienzer Dolomiten, im Westen von den Villgratner Bergen mit dem Hochstein (2057 m) und im Norden und Nordosten von den Ausläufern der Schobergruppe mit der Schleinitz (2904 m) begrenzt.

## Geologie
Das Lienzer Becken ist im Tertiär während der Alpenbildung entstanden. Während die 
Schobergruppe und Villgratner Berge im Norden und Westen vorwiegend aus Schiefergneisen, Glimmerschiefern und Quarzphylliten aufgebaut sind, bestehen die Lienzer Dolomiten im Süden aus Trias- und Jurakalken und -dolomiten. Das Becken wurde von jüngeren, teils diluvialen, teils alluvialen Ablagerungen ausgefüllt. Im südlichen Teil um Amlach und Tristach finden sich glaziale Ablagerungen, im Westen und Norden Ablagerungen der groben Drau- und Isel-Flussschotter, die nach Osten in sandige und feinsandige Ablagerungen übergehen. Während der Eiszeiten im Quartär wurde das Becken mehrfach ausgeräumt und wieder verfüllt und weist dadurch eine komplexe, großteils unbekannte Struktur auf.

## Besiedelung
Der Lienzer Talboden umfasst die Gemeinden Oberlienz, Thurn, Gaimberg, Lienz, Nußdorf-Debant, Dölsach, Iselsberg-Stronach, Nikolsdorf, Lavant, Tristach, Amlach und Leisach. Die Stadt Lienz liegt zentral an der Mündung der Isel in die Drau, die alten Ortskerne der Dörfer um Lienz liegen meist erhöht auf den Schwemmkegeln der einmündenden Bäche. Die südexponierten Hänge im Norden des Beckens sind teilweise bis auf eine Höhe von 1300 m besiedelt.
Der Lienzer Talboden stellt den Hauptsiedlungs- und Wirtschaftsraum des Bezirks Lienz dar, in dem in etwa die Hälfte der Bevölkerung Osttirols lebt. Zusammen mit den weiter isel- bzw. drauaufwärts gelegenen Gemeinden Assling, Ainet und Schlaiten bilden die genannten Gemeinden den Tiroler Planungsverband 36 Lienzer Talboden (vormals Lienz und Umgebung).
Der Lienzer Talboden ist ein wichtiger Verkehrsknoten, an dem die Drautalstraße von Villach zur Südtiroler Grenze mit der Felbertauernstraße, der wichtigsten Verbindung nach Nordtirol, zusammentrifft und außerdem die Großglocknerstraße abzweigt, die über den Iselsberg ins obere Mölltal führt.

### Siedlungsgeschichte
Auf dem Breitegg im Gemeindegebiet von Nußdorf-Debant wurden Siedlungsspuren vom Spätneolithikum bis in die frühe Eisenzeit gefunden. Eine Siedlung der Laiancer entwickelte sich in der Römerzeit zur Stadt Aguntum am Talboden in den heutigen Gemeinden Nußdorf-Debant und Dölsach. Im Frühmittelalter verlagerte sich das Siedlungszentrum auf den Kirchbichl in Lavant, wo ab dem 5. Jahrhundert frühchristliche Kirchen errichtet wurden.